# Ágúst Hlynsson
Ágúst Eðvald Hlynsson (Akureyri, 28 marzo 2000) è un calciatore islandese, centrocampista dell'AB.

## Biografia
È il fratello maggiore del calciatore Kristian Hlynsson.

## Caratteristiche tecniche
È un centrocampista offensivo.

## Carriera

### Club
Ha giocato nel massimo campionato islandese e danese.

### Nazionale
Vanta 35 presenze con le rappresentative giovanili islandesi.